# 斃死
斃死（へいし）とは、行き倒れて死亡したり、野垂れ死をしたりすること。
動物が突然死ぬことを指す事が多い。人に対しては斃死よりも「倒死」を用いるのが一般的である。
競馬界では、心臓発作や感染症等により突然死亡することを指し、レース中の競走馬が骨折、脱臼などにより予後不良となり安楽死処分となることとは異なるが、競走馬登録の抹消事由はどちらも「斃死」という扱いになる。
また、ペットや養殖、野生の魚が感染症などで死亡する場合やカイコガなどの昆虫にも使用される。